# Over It All
Over It All es un álbum de estudio  de la banda de adoración australiana Planetshakers. Planetshakers Ministries International y Venture3Media lanzaron el álbum el 6 de noviembre de 2020. El álbum fue grabado en Planetshakers Studios en Melbourne, Australia, bajo una de las medidas de cuarentena más extremas y paralizantes del mundo debido al COVID-19. Trabajaron con Joth Hunt, en la producción de este álbum.

## Recepción de la crítica
Randy Cross de Worship Leader dice, Increíblemente equilibrado. Perfectamente Planetshakers. Over It All lanza una cabalgata de alabanza y adoración con algo estilístico para todos. Recuerda mucho a la música cristiana contemporánea del "club de baile" de los años 90s, lo cual no es necesariamente algo malo, solo algo que no todos los oyentes pueden disfrutar. Al calificar el álbum con 8.7 estrellas de One Man In The Middle, Rob Allwright afirma: "Este álbum musicalmente, aprovechando el entorno de estudio. Creó que también han tenido que considerar mucho más las letras. En un entorno de adoración es posible dirija y traiga canciones que suenen muy bien, marque todas las casillas correctas para que las personas se comprometan con ellas, pero en última instancia, diga muy poco a Dios o acerca de Dios, o al adorador mismo.

## Listado de canciones
Over it All
| No.             | Título                       | Escritor(es)                                   | Líder(es) de adoración                                             | Duración |
| --------------- | ---------------------------- | ---------------------------------------------- | ------------------------------------------------------------------ | -------- |
| 1.              | "247 365"                    | Joth Hunt, Sam Evans & Andy Harrison           | Joth Hunt                                                          | 3:34     |
| 2.              | "All Things New"             | Joth Hunt, Andy Harrison                       | Rudy Nikkerud                                                      | 3:57     |
| 3.              | "So Fresh"                   | Joth Hunt, Andy Harrison                       | Joth Hunt                                                          | 3:41     |
| 4.              | "Over It All"                | Joth Hunt, Sam Evans                           | Joth Hunt                                                          | 4:36     |
| 5.              | "All I Can Say (Thank You)"  | Joth Hunt                                      | Natalie Ruiz, Chelsi Nikkerud, Joth Hunt                           | 5:31     |
| 6.              | "Caught Up in Your Presence" | Noah Walker, Joth Hunt, Sam Evans & BJ Pridham | Sam Evans                                                          | 5:23     |
| 7.              | "Chains Are Breaking"        | Joth Hunt & Sam Evans                          | Sam Evans, Noah Walker                                             | 3:29     |
| 8.              | "Champion"                   | Joth Hunt & Sam Evans                          | Joth Hunt                                                          | 4:10     |
| 9.              | "Call On Your Name"          | Joth Hunt                                      | Sam Evans / Joth Hunt                                              | 6:04     |
| 10.             | "Great Outpouring"           | Andy Harrison                                  | Chelsi Nikkerud, Natalie Ruiz, Joth Hunt, Sam Evans, Andy Harrison | 8:14     |
| Duración Total: | Duración Total:              | Duración Total:                                | Duración Total:                                                    | 49:00    |

## Posición en listas
| Chart (2020)             | Peak position |
| ------------------------ | ------------- |
| Independent Albums (AIR) | 8             |

## Créditos
Adaptado de AllMusic.
- Planetshakers – Artista primario
- Joth Hunt – Diseño de portada, compositor, diseño, guitarra, teclados, mezcla, productor, programación, coordinador de proyectos, director de video, voz
- Samantha Evans – Compositor, Edición, Productor Ejecutivo, Voz
- Rudy Nikkerud – Vocal
- Chelsi Nikkerud – Vocal
- Andy Harrison – Compositor, Batería, Voz
- Natalie Ruiz – Vocal
- Brian "Bj" Pridham – Compositor
- Noah Walker – Compositor
- Jennifer Bourke – Coordinadora de proyectos
- Joshua Brown – A&R
- Joe Carra – Masterización
- Christel Chia – Editor
- Daryl – 	Diseño de portada, diseño, edición
- Vian Cronje – Obras de arte, Diseño
- Micaela Elliott – Editor
- Russell Evans	– Productor ejecutivo